# أوستلاتو
أوستلاتو (بالإيطالية: Ostellato) هي بلدية في مقاطعة فيرارا في إقليم إميليا رومانيا الإيطالي.

## السكان
في سنة 1861 بلغ عدد السكان 4٬254 نسمة، وتطور العدد ليصل في سنة 2011 لـ 6٬453 نسمة.
يظهر هذا المخطط البياني تطور النمو السكاني لـ أوستلاتو